# Трета световна война
Третата световна война е название на хипотетичен международен въоръжен конфликт с мащаба на Първата или Втората световна война, но с по-разрушителни следствия, заради употребата на по-модерни оръжия: атомни, биологически, химически, геофизични, психотронни и други подобни.
Третата световна война е честа тема на научната фантастика, както в литературата, така и в киното.
В редки случаи Студената война е наричана Трета световна война. Това например прави Джеймс Улси, съветник на президента на Съединените щати Джордж Уокър Буш и бивш директор на Централното разузнавателно управление.
| „              | Не зная с какви оръжия ще се води Третата световна война, но знам, че Четвъртата ще се води с тояги и камъни. | “ |
| Алберт Айнщайн | |   |